# Cantó de Montbarrey
El cantó de Gendrey és un cantó francès del departament del Jura, situat al districte de Dole. Té 13 municipis i el cap és Gendrey.

## Municipis
- Augerans
- Bans
- Belmont
- Chatelay
- Chissey-sur-Loue
- Germigney
- La Loye
- Montbarrey
- Mont-sous-Vaudrey
- Santans
- Souvans
- Vaudrey
- La Vieille-Loye

## Història
| Data d'elecció                           | Identitat      | Partit            | Qualitat |
| ---------------------------------------- | -------------- | ----------------- | -------- |
| 1945-1949                                | Gaston Outrey  | PCF               |          |
| 1949-1973                                | Henri Jouffroy | PPUS, després RPR |          |
| 1973-1985                                | Marc Mignot    | PS                |          |
| 1985-1998                                | Nelly Poncet   | RPR               |          |
| 1998-                                    | Alain Bigueur  | Divers gauche     |          |
| les dades anteriors no són pas conegudes |                |                   |          |
|                                          |                |                   |          |